# Matthäus Aurogallus

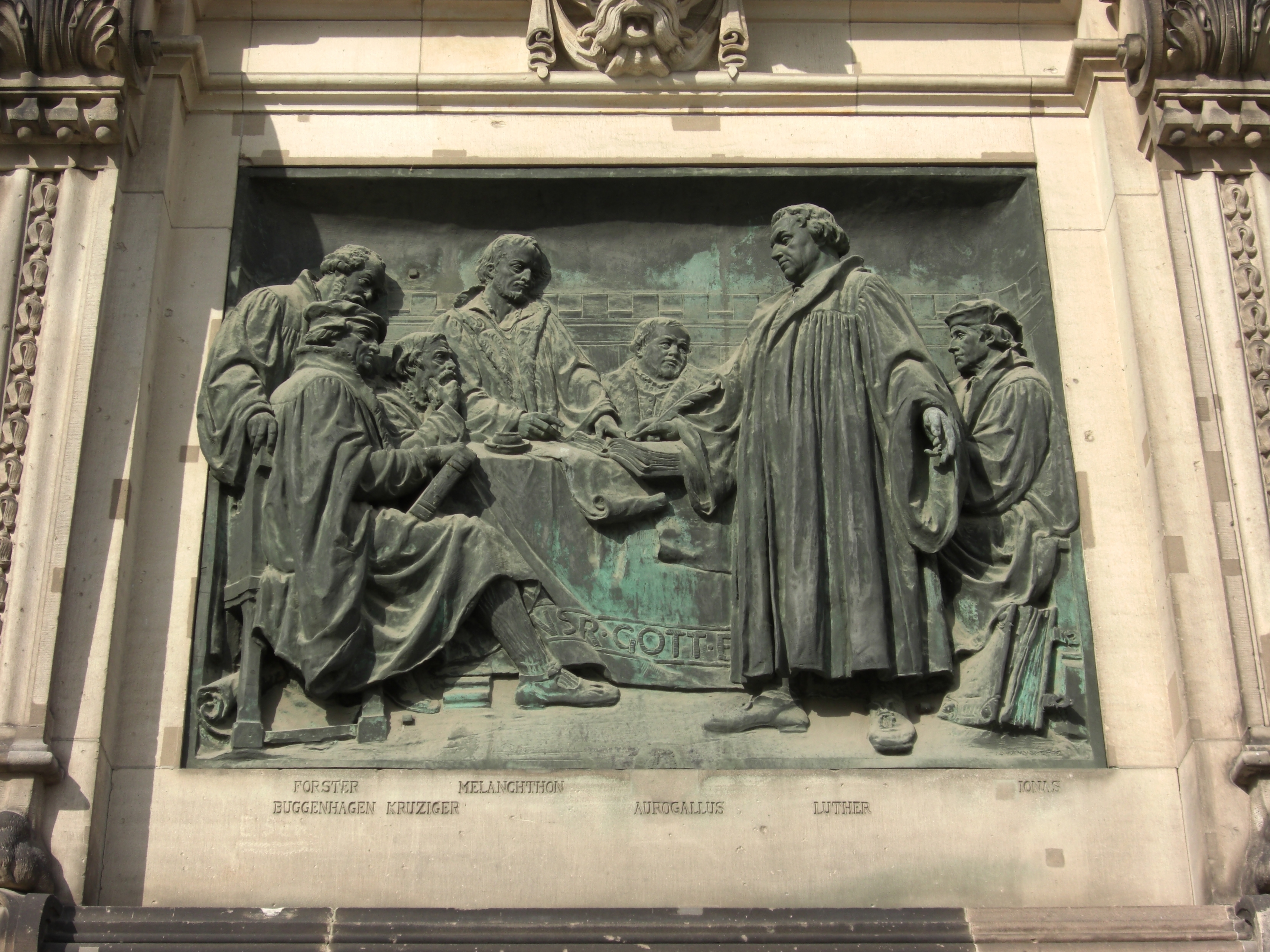
Szene mit Matthäus Aurogallus, Martin Luther, Philipp Melanchthon und anderen; Relief am Berliner Dom

Matthäus Aurogallus (eigentlich Matthäus Goldhahn; * um 1490 in Komotau; † 10. November 1543 in  Wittenberg) war ein deutschsprachiger Humanist, Historiker, Sprachwissenschaftler, Hebraist und Hochschullehrer böhmischer Herkunft.

## Leben
In seiner Heimat in Böhmen war Aurogallus zunächst Schüler, dann Lehrer an der von Bohuslaus Lobkowicz von Hassenstein gegründeten Schule in der Zeit des Humanismus. 1512 ging er als Student an die Universität in Leipzig, erwarb dort 1515 den Baccalaureus Artium und war seit 1519 Professor für Griechisch, Latein und Hebräisch in Wittenberg, wo er sich Martin Luther und Philipp Melanchthon aufgrund seiner Sprachkenntnisse bei der Aufbereitung alter Handschriften anschloss und war Mitarbeiter an Luthers Bibelübersetzung. Dabei kamen ihm seine gute Allgemeinbildung und ein pädagogisches Geschick zugute. Er verfasste eine hebräische und chaldäische Grammatik (1523/1525), war Verfasser einer Chronik der Herzöge und Könige von Böhmen und eines hebräischen historiographischen Reallexikon (1526–1539) in lateinischer Sprache. 
Aurogallus soll ein ruhiger und verträglicher Mensch gewesen sein. Durch Vermittlung von Melanchthon über Georg Spalatin erhielt er als Magister eine Professur des Hebräischen als Nachfolger des Matthäus Adriani. Zwei Jahrzehnte unterrichtet Matthäus Aurogallus eine beachtliche Anzahl an Schülern und Studenten, unter diesen auch Jakob Jonas und Ambrosius Moibanus. Seine Mitarbeit bei der Übersetzung des Alten Testaments in die frühneuhochdeutsche Sprache (Lutherbibel) sollte  einer „reineren Theologie“ dienen, um die ursprüngliche Offenbarung Gottes an die Menschen zu sichern. Dabei beschäftigten ihn zunehmend Aramäische Sprachen, besonders das Chaldäische.
Im Jahr 1542 wurde Matthäus Aurogallus (Goldhahn) Rektor der Universität Wittenberg und verstarb ein Jahr später in Wittenberg.

## Schriften
- Compendivm Hebreae Chaldeaeqvae Grammatices. 1523 bis 1525. (Digitalisat der Ausg. Klug, Wittenberg 1525)
- de Hebraeis urbium locorumque nominibus 1526 bis 1539
- Chronik der Herzöge und Könige von Böhmen